# 乙酰胆碱
乙醯膽鹼（英語：Acetylcholine, ACh，分子式CH3COOCH2CH2N+(CH3)3）為中樞及周邊神經系統中常見的神經傳導物質，於自主神經系統及體運動神經系統中參與神經傳導。乙醯膽鹼由軸突末梢釋出之後，會穿過突觸間隙和突觸後神經元或運動終板的細胞膜上之受體結合。
在體運動神經系統，乙醯膽鹼在神經肌肉連接處是控制肌肉的收縮；於副交感神經，乙醯膽鹼為節前及節後神經釋出的神經傳導物質；於交感神經，乙醯膽鹼則為節前神經釋出的神經傳導物質。乙醯膽鹼的作用因被乙醯膽鹼酯酶（acetylcholinesterase；AChE）分解而中止。乙醯膽鹼是自主神經系統（ANS）中許多神經遞質中的一個。它同時作用於週邊神經系統（PNS）和中樞神經系統（CNS）上，並且是軀體神經系統運動中，使用的唯一的神經遞質。乙醯膽鹼也是所有自主神經節的主要神經遞質。
在心臟組織中的乙醯膽鹼具有抑制神經傳遞的效果，從而降低心臟速率，然而在骨骼肌神經肌肉接頭處，乙醯膽鹼也表現為一種興奮性神經遞質。
乙酰胆碱于1867年得到首次报导。1914年，亚瑟·J·埃文斯（Arthur J. Ewins）首次从自然界中提取得到乙酰胆碱。1921年，奧托·洛威（Otto Loewi）通过实验证明乙酰胆碱是一种神经递质。

## 生物学功能

### 生物合成
胆碱能神经中，乙酰胆碱是通过乙酰辅酶A与胆碱经胆碱乙酰转移酶催化合成的。

## 临床医学
在阿兹海默症患者体内能观察到乙酰胆碱不足的现象。重症肌无力的病理原理即乙酰胆碱的受体被抗体封锁，令乙酰胆碱无法与受体结合发挥作用。利用乙酰胆碱受体激动剂类药物能治疗阿兹海默症与重症肌无力。

## 毒性
如果吸入過量乙醯膽鹼，可能令心臟反應過量，引致心臟過度收縮，無法放鬆，引致心臟麻痹致死。
神经性毒剂与有机磷制剂会导致人体内乙酰胆碱堆积，进而产生毒性。

## 外部連結
- Washington University（St. Louis）writeup